# Brussels Cycling Classic 2017
La Brussels Cycling Classic 2017, novantasettesima edizione della corsa, valevole come evento dell'UCI Europe Tour 2017 categoria 1.HC, si svolse il 2 settembre 2017 su un percorso di 201,3 km, con partenza ed arrivo a Bruxelles, in Belgio. La vittoria fu appannaggio del francese Arnaud Démare, che completò il percorso in 4h 39' 47" alla media di 43,169 km/h, precedendo lo sloveno Marko Kump e il tedesco André Greipel.
Al traguardo di Bruxelles furono 155 i ciclisti, dei 183 alla partenza, che portarono a termine la competizione.

## Squadre e corridori partecipanti
| N.      | Cod. | Squadra                      |
| ------- | ---- | ---------------------------- |
| 1-8     | QST  | Quick-Step Floors            |
| 11-18   | ALM  | AG2R La Mondiale             |
| 21-28   | LTS  | Lotto Soudal                 |
| 31-38   | FDJ  | FDJ                          |
| 41-48   | AST  | Astana Pro Team              |
| 51-58   | BOH  | Bora-Hansgrohe               |
| 61-68   | SUN  | Team Sunweb                  |
| 71-78   | TFS  | Trek-Segafredo               |
| 81-88   | UAD  | UAE Team Emirates            |
| 91-98   | CCC  | CCC Sprandi Polkowice        |
| 101-108 | COF  | Cofidis, Solutions Crédits   |
| 111-118 | DMP  | Delko Marseille Provence KTM |

| N.      | Cod. | Squadra                          |
| ------- | ---- | -------------------------------- |
| 121-128 | DEN  | Direct Énergie                   |
| 131-138 | TFO  | Fortuneo-Oscaro                  |
| 141-148 | GAZ  | Gazprom-RusVelo                  |
| 151-158 | NIP  | Nippo-Vini Fantini               |
| 161-168 | RNL  | Roompot-Nederlandse Loterij      |
| 171-178 | SVB  | Sport Vlaanderen-Baloise         |
| 181-188 | VWC  | Véranda's Willems-Crelan         |
| 191-198 | WGG  | Wanty-Groupe Gobert              |
| 201-208 | WVA  | WB Veranclassic Aquality Protect |
| 211-218 | WIL  | Wilier Triestina-Selle Italia    |
| 221-228 | CIB  | Cibel-Cebon                      |

## Ordine d'arrivo (Top 10)
| Pos. | Corridore         | Squadra    | Tempo    |
| ---- | ----------------- | ---------- | -------- |
| 1    | Arnaud Démare     | FDJ        | 4h39'47" |
| 2    | Marko Kump        | UAE        | s.t.     |
| 3    | André Greipel     | Lotto      | s.t.     |
| 4    | Kenny Dehaes      | Wanty      | s.t.     |
| 5    | Jasper Stuyven    | Trek       | s.t.     |
| 6    | Jasper De Buyst   | Lotto      | s.t.     |
| 7    | Riccardo Minali   | Astana     | s.t.     |
| 8    | Marco Canola      | Nippo      | s.t.     |
| 9    | Manuel Belletti   | Wilier     | s.t.     |
| 10   | Davide Martinelli | Quick-Step | s.t.     |